# アンノウン・プレジャーズ
『アンノウン・プレジャーズ』（Unknown Pleasures）は、1979年6月15日にリリースされたジョイ・ディヴィジョンの最初のスタジオ・アルバムである。

## 概要
『メロディ・メイカー』誌にジョン・サヴェージによる「この年のどのLPよりも最高のものとなるだろう」という賛辞が掲載されたものの、ヒットには結びつかず、フロントマンであったイアン・カーティスの死後の1980年8月にようやく全英チャート・インを果たした（71位）。最高位は5位に達した。
現在ではポストパンクの代表的作品として高く評価されており、『NME』誌は極めて異例となる10点満点をつけ、『Q』誌の2000年6月号の特集「The 100 Greatest British Albums ever」では19位に選出されている。
プロデューサーはマーティン・ハネット。アルバム・ジャケットには、初めて発見されたパルサーであるPSR B1919+21（旧名：CP 1919）の波形が用いられている。また、デザインにはジョイ・ディヴィジョン、ピーター・サヴィル、クリス・メイサンがクレジットされている。

## 収録曲
1. ディスオーダー - "Disorder" - 3:32
2. デイ・オブ・ザ・ローズ - "Day of the Lords" - 4:49
3. キャンディデイト - "Candidate" - 3:05
4. インサイト - "Insight" - 4:29
5. ニュー・ドーン・フェイズ - "New Dawn Fades" - 4:47
6. シーズ・ロスト・コントロール - "She's Lost Control" - 3:57
7. シャドウプレイ - "Shadowplay" - 3:55
8. ウィルダネス - "Wilderness" - 2:38
9. インターゾーン - "Interzone" - 2:16
10. アイ・リメンバー・ナッシング - "I Remember Nothing" - 5:53

## チャート
| チャート（1980年）               | 最高位 |
| -------------------------------- | ------ |
| イギリス（全英アルバムチャート） | 5      |